# Kono Yasui
Kono Yasui (保井コノ, 16 février 1880 – 24 mars 1971) est une biologiste cellulaire japonaise. 
Elle a été la première femme japonaise à recevoir un doctorat en science en 1927. Elle s'est intéressée à la zoologie et à la botanique. Elle a enseigné à l'université de Tokyo jusqu'en 1927 et à l'université féminine d'Ochanomizu à partir de 1949. Elle a reçu la médaille au ruban pourpre en 1955 et a été nommée membre de l'Ordre de la Couronne précieuse en 1965.

## Biographie
Yasui est née dans la préfecture de Kagawa en 1880. 
Elle est diplômée de l'école normale de Kagawa en 1898 et du Département des sciences de l'école normale supérieure des filles en 1902. 
Elle enseigne ensuite à l'école supérieure des filles de Gifu et à l'école de filles de Kanda jusqu'en 1905. Elle est la première femme à suivre un cours de troisième cycle à l'École normale supérieure des filles et s'y spécialise en zoologie et botanique. Elle publie dans une revue de zoologie en 1905 un article sur l'appareil de Weber de la carpe, une structure anatomique reliant la vessie natatoire au système auditif de certains poissons, du super-ordre Ostariophysi ; elle est la première femme à être publiée dans la revue. Ensuite ses recherches sur la fougère aquatique Salvinia natans sont publiées dans le Journal of Plant Sciences et la revue britannique Annals of Botany, marquant la première publication d'une chercheuse japonaise dans une revue étrangère. 
Elle a terminé le programme d'études supérieures de l'École normale supérieure des femmes en 1907, puis est nommée professeure-adjointe dans l'école.
Yasui demande au ministère de l'Éducation nationale japonais l'autorisation d'étudier à l'étranger. Elle y est autorisée, mais à condition d'ajouter la mention «recherche sur l'économie domestique» à côté de la mention «recherche scientifique» sur son formulaire de demande et à la condition qu'elle s'engage à ne pas se marier. Elle se rend en Allemagne et aux États-Unis en 1914 pour effectuer des recherches cytologiques à l'université de Chicago.
En pleine première guerre mondiale, elle se rend à l'université Harvard (en 1915) où elle mène des recherches sur le charbon avec le professeur Edward Charles Jeffrey (botaniste américano-canadien). 
Elle rentre au Japon en juin 1916 et jusqu'en 1927 continue à faire des recherches sur le charbon à l'université impériale de Tokyo (depuis devenue université de Tokyo). 
Elle a enseigné la génétique de 1918 à 1939 et a été nommée professeure à l'École normale supérieure de Tokyo en 1919. 
Elle a terminé sa thèse de doctorat, Études sur la structure du lignite, de la houille et du charbon bitumineux au Japon, en 1927, devenant la première femme japonaise à obtenir un doctorat en sciences.
En 1929, Yasui crée une revue de cytologie baptisée Cytologia. À partir de 1924, elle étudie la génétique des coquelicots, du maïs et des espèces de Tradescantia. 
En 1945 À la fin de la guerre, elle étudie les effets des retombées nucléaires sur les plantes (après les bombardements atomiques d'Hiroshima et de Nagasaki. 
Quand l'université d'Ochanomizu prend son nom actuel (en 1949), Yasui y est nommé professeure. Elle a pris sa retraite en 1952, devenant professeur émérite. 
En 1957, elle avait publié un total de 99 articles scientifiques. 
Elle a reçu une médaille avec le ruban pourpre en 1955 et a conféré l'ordre de la précieuse couronne, troisième classe, papillon en 1965,.  
Elle est morte dans la banlieue de Bunkyō à Tokyo, le 24 mars 1971.